# Gorga Cilento
Gorga (o Gorga Cilento) è l'unica frazione del comune di Stio, in provincia di Salerno.

## Geografia fisica
Piccolo centro situato nell'alto Cilento, nel Parco nazionale del Cilento, Vallo di Diano e Alburni, circondato da colline e da fresche sorgenti. Il fiume Alento inizia il suo corso nelle immediate vicinanze, sul Monte Le Corna, grazie ai tanti torrenti che scendono dalle colline i trova alle sorgenti del fiume Alento. Conta poco meno di 100 abitanti ed è immerso nel contesto ambientale naturalistico del parco

## Storia
La particolare struttura del dialetto, la chiesa dedicata a San Gennaro, protettore del paese, la presenza di una cappella millenaria che testimonia la presenza dei monaci basiliani stabilitisi nella regione intorno all'anno 1100, fanno pensare a un processo evolutivo che potrebbe comprendere l'insediamento nella zona di genti che risalivano il corso dell'Alento per cercare zone tranquille e fertili da coltivare. L'isolamento che si imponeva come misura cautelare a quei tempi (peste, malattie sconosciute) ha fatto sì che il paese si sviluppasse pian piano intorno alle sorgenti del fiume fino a occupare l'attuale posizione. Sono riscontrabili numerosi ruderi nelle campagne circostanti che sono testimonianza dei passati insediamenti. Per quanto attiene alle notizie documentabili, la storia di Gorga è intimamente connessa alle vicende dello Stato di Magliano di cui faceva parte come casale. Fu anche Università autonoma, ma nel periodo napoleonico Gorga fu aggregata al Comune di Stio.
Gorga "Gurga" (tardo latino gurges, tis = gorgo, fiotto d'acqua: per le sorgenti dell'Alento) posto a 536 m. s.m. dista dal capoluogo 2 km. Fino al 1811 era Università autonoma. Il sigillo di Gorga è ovale perlinato con scudo sormontato da cimiero e tripartito: due stelle, due sfere e, sotto, fiamme. Legenda intorno allo scudo: D. Dominico Verr

## Chiese e monasteri

### Monastero di Santa Maria di Camporosso
Monastero di S. Maria di Caporosso (scomparso): Il cenobio si trovava sulla riva destra del fiume Alento, nei pressi dell'abito dell'antica Magliano (oggi Magliano vetere). Di esso non vi è alcuna traccia, ma questo non deve destare meraviglia in quanto anche di altri e più importanti monasteri non rimane nulla o solo qualche misero rudere. L'area di pertinenza di S. Maria di Camporosso inizia, infatti, dalla "coniunctura de flurio Alento et riu curbu", che è l'attuale "Vallone Cupo", un profondo torrente che immette le proprie acque nel fiume Alento.

### Grancia di San Lucido
La Grancia di San Lucido (scomparsa): l'esistenza e l'antichità della "grancia di San Lucido", chiesa e priorato, è documentata fin dall'anno 1167. Risale alla colonizzazione benedettina, infatti, fu dedicata alla fondazione del "beato Lucido", monaco benedettino originario di Aquara, vissuto tra il X e l'XI secolo. La crisi dei monasteri e l'introduzione delle "commende" portarono decadimento spirituale che coinvolse anche la "grancia di San Lucido". Nel 1756, infatti, era ancora in vita come "commenda": "... il priorato di San Lucido, spettante alla commenta di San Benedetto di cui è commendatore l'ecc/mo card. Ferraù, possiede in questa terra annuo canone perpetuo di ducati 12 che esige dalla chiesa di Magliano per concessione fatteli d'alcuni territori. Parte di questi territori verranno assegnati a Stio dalla condivisione Giampaolo del 1810 dell'ex Baronia...". La Grancia è ubicata nella località San Lucido del comune di Stio non lontano da una sorgente detta "fontana della Pastena". L'edificio, privo di copertura, è a pianta rettangolare di m. 8 x 25 circa. Sorge su un pianoro ad orientazione Ovest-Est con l'ingresso sul lato Ovest di stampo italo greco (ciò fa ipotizzare un insediamento anteriore ai benedettini). Era diviso in due ambienti separati da 2 strutture ad arco, oggi crollati. Al vano anteriore si accede alla porta sul lato Ovest su cui era posta la lapide di 1,40 x 0,80 m. Oltre ai frammenti di lapide ritrovati, ciò che ben si conserva è la muratura perimetrale, la quale presenta i connotati tipici di una tecnica molto antica: blocchi di pietra squadrata di media grandezza messi in opera con malta e conci di cotto. Una cura particolare era usata per gli spigoli murari e per le parti dove si alternano pietre a cuneo e conci rettangolari simmetricamente disposti. (Tratto dal volume "STIO casale università comune" di G. Colicigno)
Monastero di San Gennaro (scomparso): risalendo il corso del fiume Alento, in direzione di Gorga, si arriva al torrente che scende da dietro la chiesa di S.Maria e da lì, salendo attraverso un piccolo bosco (Aoro), si arriva in cima ad una collina sulla quale si trova un altro monastero, ciò quello di S.Gennaro. Il monastero di S. Gennaro era ubicato più in alto, sulla sommità della collina ancora oggi denominata "l'area di San Gennaro", un luogo non molto distante dall'attuale sito della Chiesa di Gorga, che è da sempre dedicata proprio a S. Gennaro, a testimonianza di un culto millenario per il grande martire cristiano.
Cappella di S. Sofia (scomparsa): si trovava nell'attuale centro abitato in prossimità della piazza IV Novembre. Si è attestata anche la presenza di altre cappelle delle quali sono stati ricostruiti gli altari nell'attuale chiesa madre

### Chiesa di San Gennaro
Chiesa di S. Gennaro: Come la parrocchiale di Stio, anche la chiesa di S. Gennaro nella piccola frazione di Gorga ha un bel campanile a tre piani con orologio, che testimonia la profonda devozione degli abitanti per il Santo partenopeo. All'interno un enorme dipinto raffigura il Santo che benedice dall'alto il paese. Non se ne conosce l'epoca di costruzione. È però certo che il culto di S. Gennaro a Gorga è attestato già all'anno 1008.

### Cappella della Madonna della Sanità
Cappella della Madonna della Sanità: L'edificazione della Cappella è datata verso la fine del Cinquecento e gli inizi del Seicento, essa era annessa all'omonimo monastero oggi scomparso. È situata all'ingresso del paesino nella località Oliceto. È stata ristrutturata.

## Manifestazioni
Nel mese di agosto 2008 si sono festeggiati i 1.000 anni di San Gennaro, patrono della frazione, malgrado la data ufficiale del culto cada il 19 settembre di ogni anno.

## Agricoltura
Zona d'origine del rinomato Fagiolo della Regina di Gorga, tuttora coltivato in piccolissimi appezzamenti con una produzione molto ridotta rispetto al passato.